# Kanton Tartas-Ouest
Der Kanton Tartas-Ouest war bis 2015 ein französischer Wahlkreis im Arrondissement Dax, im Département Landes und in der Region Aquitanien; sein Hauptort war Tartas.

## Gemeinden
Der Kanton bestand aus einem Teil der Gemeinde Tartas (angegeben ist die Gesamteinwohnerzahl; im Kanton lebten etwa 1.300 Einwohner der Gemeinde) und weiteren zehn Gemeinden:
| Gemeinde            | Einwohner Jahr | Fläche km² | Bevölkerungsdichte | Code INSEE | Postleitzahl |
| ------------------- | -------------- | ---------- | ------------------ | ---------- | ------------ |
| Bégaar              | 1098 (2013)    | 27,8       | 39 Einw./km²       | 40031      | 40400        |
| Beylongue           | 388 (2013)     | 37,51      | 10 Einw./km²       | 40040      | 40370        |
| Boos                | 380 (2013)     | 15,81      | 24 Einw./km²       | 40048      | 40370        |
| Carcen-Ponson       | 649 (2013)     | 36,72      | 18 Einw./km²       | 40067      | 40400        |
| Laluque             | 965 (2013)     | 52,81      | 18 Einw./km²       | 40142      | 40465        |
| Lesgor              | 423 (2013)     | 28,19      | 15 Einw./km²       | 40151      | 40400        |
| Pontonx-sur-l’Adour | 2656 (2013)    | 49,42      | 54 Einw./km²       | 40230      | 40465        |
| Rion-des-Landes     | 2521 (2013)    | 118,25     | 21 Einw./km²       | 40243      | 40370        |
| Saint-Yaguen        | 603 (2013)     | 37,59      | 16 Einw./km²       | 40285      | 40400        |
| Tartas              | 3201 (2013)    | –          | – Einw./km²        | 40313      | 40400        |
| Villenave           | 286 (2013)     | 27,37      | 10 Einw./km²       | 40330      | 40110        |